# Lech Raczak
Lech Raczak (ur. 27 stycznia 1946 w Krzyżanowie, zm. 17 stycznia 2020 w Poznaniu) – polski reżyser teatralny, teatrolog, dramatopisarz i nauczyciel akademicki.
Współzałożyciel Teatru Ósmego Dnia (1964) i jego kierownik artystyczny (1968–1994). Dyrektor artystyczny Teatru Polskiego w Poznaniu (1995–1998) oraz Malta Festival Poznań (1993–2012). W latach 2003–2018 był wykładowcą Pracowni Zjawisk Teatralnych Uniwersytetu Artystycznego w Poznaniu, działającej przy Katedrze Scenografii Wydziału Architektury Wnętrz i Scenografii.
Łącznie wyreżyserował ponad pięćdziesiąt przedstawień. Był autorem scenariuszy większości z nich. Kilka z jego przedstawień zostało zarejestrowanych dla Teatru Telewizji. Teksty teatrologiczne Raczaka były publikowane w Polsce, USA, we Francji, Niemczech, Wielkiej Brytanii i we Włoszech.

## Życiorys
Absolwent VI Liceum Ogólnokształcącego im. Ignacego Jana Paderewskiego w Poznaniu oraz filologii polskiej na Wydziale Filologii Polskiej i Klasycznej Uniwersytetu im. Adama Mickiewicza w Poznaniu (1969).

### Teatr alternatywny
W 1964, w wieku osiemnastu lat, wspólnie z Tomaszem Szymańskim założył teatr studencki pod nazwą Studencki Teatr Poezji Ósmego Dnia, znany dziś jako Teatr Ósmego Dnia (T8D). Nazwa zespołu nawiązywała do Zielonej Gęsi Konstantego Ildefonsa Gałczyńskiego („siódmego dnia Pan Bóg odpoczywał, a ósmego stworzył teatr”). W tamtym okresie, do zespołu teatru należał również poeta Stanisław Barańczak, a w późniejszych latach Jan A.P. Kaczmarek, założyciel Orkiestry Ósmego Dnia.
Raczak oraz aktorzy Teatru Ósmego Dnia byli w swej pracy zainspirowani metodą Jerzego Grotowskiego. W okresie stanu wojennego Raczak wystawił m.in. Wzlot według tekstów Nadieżdy i Osipa Mandelsztamów. Zaś po zawieszeniu stanu wojenngo, Raport z oblężonego miasta według Zbigniewa Herberta, w obsadzie z Ewą Wójciak, Ewą Wanat i Maciejem Kozłowskim. Najpierw było to przedstawienie uliczne, potem – gdy występy zostały zakazane – grano je na dziedzińcach kościołów i klasztorów. W latach 80. Teatr Ósmego Dnia pod kierownictwem Raczaka wystawił jeszcze m.in. Małą apokalipsę (1985) inspirowaną powieścią Tadeusza Konwickiego.
Jako reżyser współpracował z niezależnymi zespołami w Polsce (Sekta, Asocjacja 2006), a także we Włoszech (Basho w Modenie, Arca w Katanii, Aenigma w Urbino, Uqbar w Weronie). W ramach założonej przez siebie Fundacji Orbis Tertius – Trzeci Teatr, realizował przedstawienia na deskach Centrum Kultury Zamek oraz Sceny Roboczej. Były to m.in. Spisek smoleński (2014) traktujący o konsekwencjach społecznych katastrofy smoleńskiej, a także Misterium buffo (2014) według Dario Fo i Dziady (2015) Adama Mickiewicza.

### Teatr instytucjonalny
Za dyrekcji Zbigniewa Jaśkiewicza został mianowany reżyserem Teatru Polskiego w Poznaniu (1994), zaś w latach 1995–1998 pełnił obowiązki dyrektora artystycznego sceny. Na deskach Teatru Polskiego wystawił dwa przedstawienia, adaptację Procesu Franza Kafki (1983) w obsadzie z m.in. Marią Maj, Mariuszem Puchalskim, Andrzejem Szczytką i Piotrem Zawadzkim, a także Edmonda Davida Mameta (1996) w obsadzie z Januszem Stolarskim, Robertem Więckiewiczem, Piotrem Wypartem i Krzysztofem Banaszykiem.
Po odejściu z Teatru Polskiego związał się z Polskim Teatrem Tańca – Baletem Poznańskim, gdzie we współpracy z Ewą Wycichowską zrealizował spektakle baletowe (1997, 2004). Ponadto wystawiał spektakle na deskach Teatru im. Aleksandra Fredry w Gnieźnie (2003, 2004, 2009, 2012), Teatru Studio w Warszawie (2006), Wrocławskiego Teatru Współczesnego (2013) oraz Teatru Nowego im. Kazimierza Dejmka w Łodzi (2013).
Najdłuższą współpracę nawiązał z Teatrem im. Heleny Modrzejewskiej w Legnicy, prowadzonym przez Jacka Głomba. W latach 2003–2017 wystawił osiem przedstawień, między innymi Zonę według Stalkera Andrieja Tarkowskiego (2003) z Przemysławem Bluszczem w jednej z głównych ról, Dziady Adama Mickiewicza (2007), Marata-Sade Petera Weissa w obsadzie ze Zbigniewem Walerysiem jako Jacques Roux (2008), Czas terroru (2010) na podstawie Róży Stefana Żeromskiego, a także swoją ostatnią pracę reżyserską, jaką był Makbet Williama Shakespeare’a (2017).

### Nagrody i wyróżnienia
Lech Raczak oraz aktorzy T8D – współtwórcy przedstawień tej sceny – są laureatami Nagrody im. Konrada Swinarskiego, przyznawanej przez redakcję miesięcznika „Teatr” za całokształt działalności artystycznej (nagroda za sezon 1993/1994), a także Nagrody im. Stanisława Ignacego Witkiewicza (2008), przyznawanej przez Sekcję Krytyków Teatralnych Polskiego Ośrodka Międzynarodowego Instytutu Teatralnego.
W 2012 roku ówczesny minister kultury Bogdan Zdrojewski odznaczył Raczaka Srebrnym Medalem „Zasłużony Kulturze – Gloria Artis”, mówiąc:
Starałem się zobaczyć jak wygląda dorobek Lecha Raczaka, jego zaangażowanie w pokazywanie spektakli swoich, sprowadzonych, pozyskanych i zrealizowanych w Polsce przy jego współudziale i jest to ponad 500 przedstawień. Zazwyczaj reżyserzy, pilnują swoich interesów artystycznych, a w tym wypadku mamy do czynienia z człowiekiem reprezentującym interesy widzów i za to Lechowi Raczakowi podziękowałem.
W 2018 został uhonorowany Nagrodą Artystyczną Miasta Poznania. W uzasadnieniu kapituła nagrody pod przewodnictwem prof. Romana Kubickiego podała, że przyznaje ją  za wybitne osiągnięcia w dziedzinie teatru, a przede wszystkim przywracanie wiary w to, że sztuka ma zdolność przenoszenia nas z doraźnej rzeczywistości do świata uniwersalnego, czego szczególnym przykładem jest znakomity spektakl Podróże przez sny. I powroty. W 2019 otrzymał Medal Alumno Bene Merenti, przyznawany wybitnym absolwentom UAM.

## Życie prywatne
Żoną Raczaka była aktorka, dramaturg i reżyserka, Daria Anfelli, z którą miał córkę Giordanę.
17 stycznia 2020 zasłabł na przyjęciu noworocznym prezydenta Poznania, Jacka Jaśkowiaka, które odbywało się w Centrum Kultury Zamek. Zmarł tego samego dnia po przewiezieniu do szpitala. Został pochowany 24 stycznia 2020 na poznańskim cmentarzu Górczyńskim, ceremonię odprawił jezuita, o. Wacław Oszajca.

## Publikacje
- Szaleństwo i metoda. 48 tekstów o teatrze, Poznań 2012, ISBN 978-83-7768-042-1
- Plac Wolności i inne scenariusze teatralne 1982-2010, Poznań 2012, ISBN 978-83-7768-041-4
- Więcej niż jedno życie. Kreacje zbiorowe Teatru Ósmego Dnia 1977-1985. Postzapisy, Poznań 2012, ISBN 978-83-7768-040-7
- Felietony Lecha Raczaka opublikowane na łamach portalu Teatralny.pl